# Lamprochernes nodosus
Espèce
Synonymes
- Chelifer nodosus Schrank, 1803
- Chelifer parasita Hermann, 1804
- Chelifer reussii C. L. Koch, 1843
- Chelifer corallinus Loew, 1845
- Chelifer inaequalis Curtis, 1849
- Chernes bohemicus Stecker, 1874
- Chelifer nodosus afrikanus Simon, 1885

Lamprochernes nodosus est une espèce de pseudoscorpions de la famille des Chernetidae.

## Distribution
Cette espèce se rencontre en Europe, en Asie et en Afrique. Elle a été observée au Royaume-Uni, en Irlande, en Norvège, en Suède, en Finlande, en Estonie, en Pologne, au Danemark, en Allemagne, aux Pays-Bas, en Belgique, au Luxembourg, en France, en Espagne, au Portugal, à Malte, en Italie, en Suisse, en Autriche, en Tchéquie, en Slovaquie, en Hongrie, en Roumanie, en Bulgarie, en Grèce, en Turquie, en Géorgie, en Arménie, en Azerbaïdjan, en Russie, en Iran, au Kirghizistan, en Inde, au Sri Lanka, en Israël, en Tunisie, au Ghana, au Congo-Brazzaville et en Congo-Kinshasa.

## Liste des sous-espèces
Selon Pseudoscorpions of the World (version 3.0) :
- Lamprochernes nodosus afrikanus (Simon, 1885)
- Lamprochernes nodosus nodosus (Schrank, 1803)

## Publication originale
- Schrank, 1803 : Fauna Boica. Durchgedachte, Geschichte der in Baiern einheimischen und Zahmen Theire, Landshut.